# Coses de casa (dibuixos animats)
Coses de casa (As coisas lá de casa) es una serie de dibuixos animats creat per José Miguel Ribeiro.

## Argument
Petites històries protagonitzades pels objectes i les coses que s'hi troben a casa, acompanyades per cançons cantades per dues nenes.

## Llista d'episodis

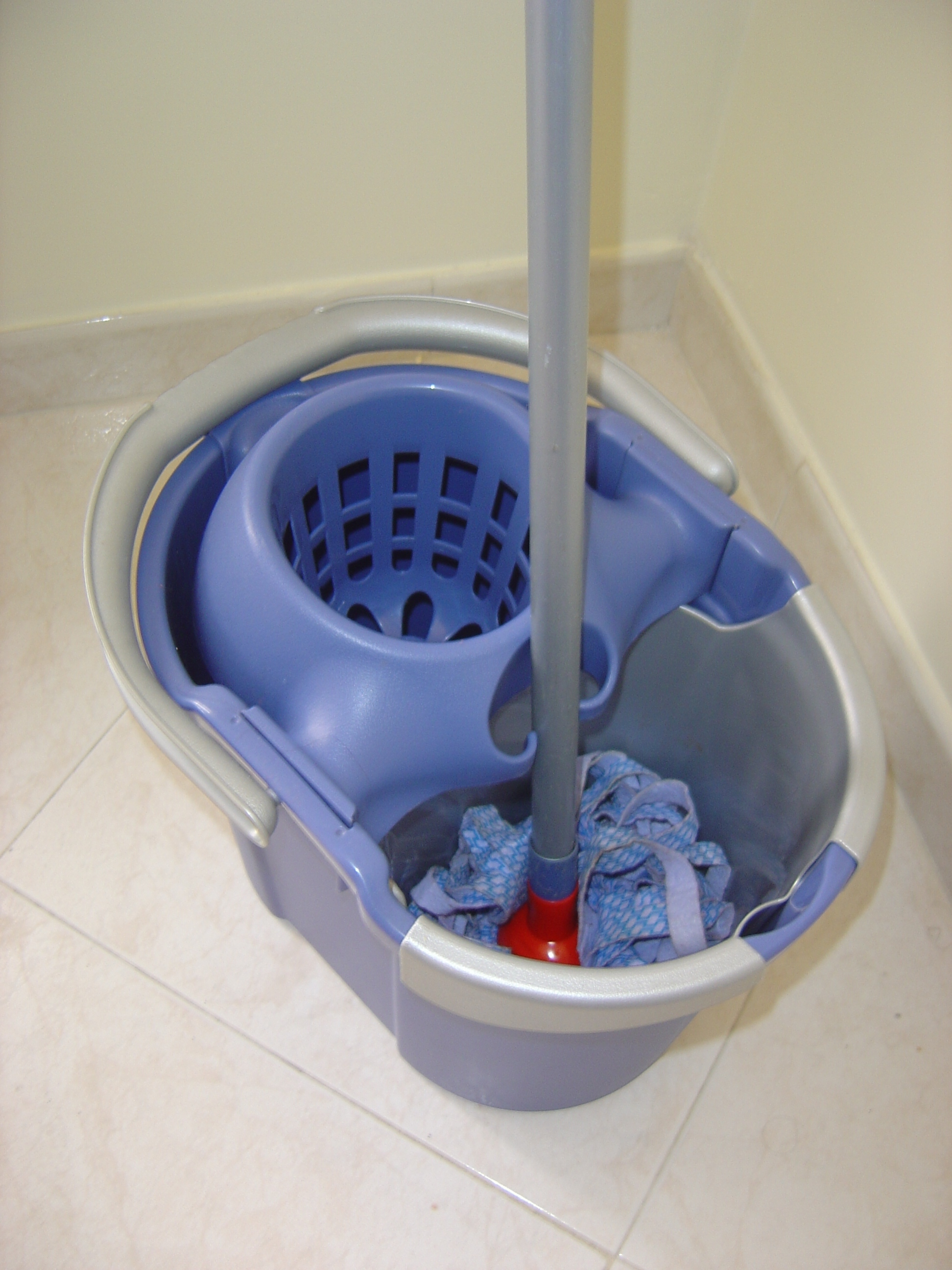
El cubell i el pal de fregar, estris en què es van inspirar en fer un dels episodis.

1. L'antena i el televisor[2]
2. L'aspiradora i la catifa
3. El cubell i el pal de fregar
4. El pastís i el motllo
5. La bota i el cordó
6. El paraigua i les botes d'aigua
7. El cubell i el pal de fregar, estris en què es van inspirar en fer un dels episodis.El llum i l'interruptor
8. Les coses de la bossa
9. El raspall i la pasta de dents
10. El ganivet i la forquilla
11. El llapis i la goma
12. Els llibres i el prestatge
13. La bola del món i la lupa
14. Els claus i el martell
15. La taula i les cadires
16. Les ulleres i el diari
17. El recollidor i l'escombra
18. L'olla i la batedora
19. Els dos quadres
20. La roba i les agulles d'estendre
21. El telèfon i la guia
22. Les tisores i l'agulla
23. La torrada i el torrapà
24. Les espelmes i el canelobre
25. Les tasses i la vitrina
26. L'àlbum i les fotos